# Selenia rufescens
Selenia rufescens là một loài bướm đêm trong họ Geometridae.